# Liste des maires de Belfort
Cet article dresse une liste par ordre de mandat des maires de Belfort.

## Liste des maires

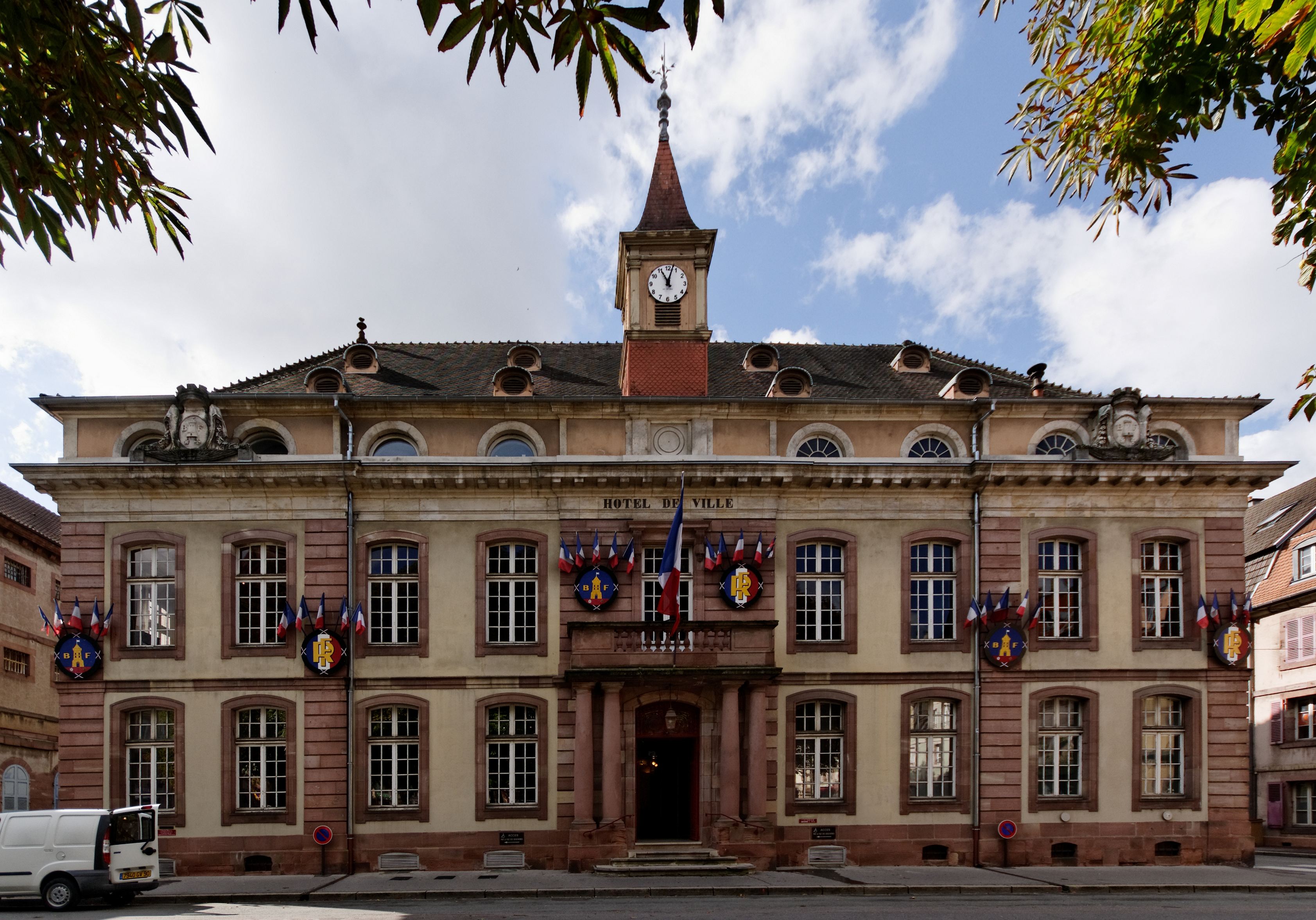
L'hôtel de ville de Belfort.

### De la Révolution à la Monarchie de Juillet
| Période        | Période        | Identité                                | Étiquette | Qualité |
| -------------- | -------------- | --------------------------------------- | --------- | --- |
| février 1790   | décembre 1791  | François Genty                          |           | |
| décembre 1792  |                | Jean-Pierre Stourm                      |           | |
| décembre 1792  |                | François Genty                          |           | |
| novembre 1793  |                | Meinrad Strolz                          |           | |
| avril 1794     |                | Jean-Georges Roussel                    |           | |
| mars 1795      |                | François Martin Burger                  |           | |
| novembre 1795  |                | Jean-Pierre Bletry                      |           | |
| 1797           |                | Christophe Antonin                      |           | |
| 1798           |                | Joseph Biry                             |           | |
| 1799           |                | Jean-Chrystostome Royer                 |           | |
| juillet 1800   | février 1809   | Jean-Claude Gérard                      |           | Bailli de Ferrette et subdélégué de l'intendant d'Alsace ( ? → 1789) Président du Conseil général du Haut-Rhin (1801 → 1806) |
| février 1809   | août 1811      | Laurent Guy                             |           | Avocat, Procureur fiscal des Mazarin à Belfort (1788) Membre du directoire de district (1793) Président de la municipalité de canton (1795) |
| 09/1811        | 10/1811        | Louis Joseph Melchior Vincent Ordinaire |           | Contrôleur des postes |
| octobre 1811   | juillet 1812   | Paul George                             |           | Négociant, puis maître de forges à Undervelier et Belfort Maire d'Undervelier (Suisse) en 1811 |
| octobre 1812   | juillet 1815   | Léon Nicolas Quellain                   |           | Avocat puis notaire Sous préfet provisoire de l'arrondissement de Belfort |
| novembre 1815  | décembre 1817  | Jean Théophile Chancel,                 | Royaliste | Officier dans les armées de la Révolution Commandant de la place de Huningue (1801 → 1814) Franc-maçon Officier de la Légion d'honneur |
| décembre 1817  | juin 1824      | Jean Legrand,                           | Royaliste | Lieutenant-colonel, défenseur de la ville lors du siège de 1813/1814 Franc-maçon Le lieutenant-colonel Legrand est représenté sur le monument des Trois Sièges de Belfort Mort en fonction                                                     |
| septembre 1824 | août 1830      | François-Joseph Triponé                 |           | Notaire Conseiller général du Haut-Rhin (1812 → 1815 et 1815 → 1830) Démissionnaire après la révolution des Trois Glorieuses |
| août 1830      | septembre 1834 | Charles-François-Joseph Bletry,         | Libéral   | Officier de cavalerie dans les armées de la Révolution Marchand commissionnaire. Président du tribunal de commerce Conseiller général du Haut-Rhin Franc-maçon Chevalier de la Légion d’honneur Participe à la révolution des Trois Glorieuses |
| janvier 1835   | mars 1848      | Auguste-Jérôme Antonin                  |           | Avoué Administrateur du club de lecture belfortain le cercle de l'union |
| mars 1848      | octobre 1848   | Adolphe Antonin                         | Libéral   | Receveur des finances, maître de forges puis rentier L'un des créateurs du cercle de l’Union Lieutenant-colonel de la garde nationale avant sa nomination comme maire                                                                          |

### De la Seconde République au Régime de Vichy
| Période        | Période       | Identité                       | Étiquette          | Qualité |
| -------------- | ------------- | ------------------------------ | ------------------ | --- |
| novembre 1848  | décembre 1849 | Ferdinand Jean-Baptiste Lalloz | Républicain        | Avocat Révoqué à la suite d'un conflit avec le préfet bonapartiste |
| janvier 1850   | juin 1855     | Pierre Christophe Keller       |                    | Avocat Conseiller général de Fontaine (1945 → 1948) |
| juin 1855      | octobre 1872  | Édouard Meny,                  |                    | Notaire Conseiller général de Belfort (1871 → 1877) Officier de la Légion d'honneur. |
| octobre 1872   | décembre 1880 | Louis Charles Parisot          |                    | Pharmacien, naturaliste Président de la Société belfortaine d’émulation |
| février 1881   | mai 1884      | Jean-Nicolas Simon             |                    | |
| mai 1884       | mai 1888      | Louis Charles Parisot          |                    | Pharmacien, naturaliste Président de la Société belfortaine d’émulation |
| mai 1888       | mai 1892      | Paul Lalloz                    |                    | |
| mai 1892       | avril 1893    | Adolphe-Charles Metz-Juteau    | Républicain        | Conseiller général de Belfort (1891 → 1893) Mort en fonction |
| mai 1893       | janvier 1894  | Gustave Vuillaume              | Républicain        | Professeur de physique-chimie et histoire naturelle Secrétaire de la société d'Agriculture du Haut-Rhin Officier de l'instruction publique |
| mars 1894      | décembre 1914 | Charles Schneider              | PRRRS              | Négociant Député du Territoire de Belfort (1902 → 1914) Conseiller général de Belfort (1898 → 1914) Président du conseil général du Territoire de Belfort (1908 → 1914) Mort en fonction |
| décembre 1914  | décembre 1919 | François-Xavier Houbre,        | Rep. modéré        | Chef d'entreprise Président de la Caisse d’épargne de Belfort Officier de la Légion d’honneur |
| décembre 1919  | juillet 1920  | Léon Schwob                    |                    | Mort en fonction Enterré au cimetière israélite de Belfort |
| août 1920      | mai 1925      | Noël Lapostolet                | Radical-socialiste | Centralien employé à la SACM Responsable de la création des chemins de fer d'intérêt local du Territoire de Belfort |
| mai 1925       | mai 1932      | Édouard Lévy-Grunwald,         |                    | Mort en fonction |
| juin 1932      | mai 1935      | Henri Baudin,                  | PRRRS              | Avocat Conseiller général de Belfort (1928 → 1940) |
| mai 1935       | 1939          | Pierre Dreyfus-Schmidt         | Radical-socialiste | Avocat Conseiller général de Belfort (1934 → 1940) Mobilisé en 1939 |
| septembre 1939 | novembre 1944 | Hubert-Henri Metzger,          | PRRRS              | Ancien chef de bureau de préfecture Nommé conseiller départemental en 1943 par le Régime de Vichy Croix de guerre, officier de la Légion d’honneur Supplée en 1939 Pierre Dreyfus-Schmidt après sa mobilisation Nommé maire en 1941 par le Régime de Vichy Relevé de son inéligibilité après la Libération de la France |

### Depuis la Libération
| Période        | Période                    | Identité                | Étiquette    | Qualité |
| -------------- | -------------------------- | ----------------------- | ------------ | --- |
| novembre 1944  | novembre 1946              | Pierre Dreyfus-Schmidt, | PRRRS        | Avocat Député du Territoire de Belfort (1945 → 1951 et 1956 → 1958) Démissionnaire |
| novembre 1946  | février 1958               | Hubert Metzger,         | Rad.prog.    | Ancien chef de bureau de préfecture, résistant Croix de guerre, Officier de la Légion d'honneur Décédé en fonction |
| février 1958   | juillet 1964               | Pierre Dreyfus-Schmidt, | URP          | Avocat, prisonnier de guerre, évadé, résistant Député du Territoire de Belfort (1945 → 1951 et 1956 → 1958) Décédé en fonction |
| septembre 1964 | mars 1971                  | Jean Legay              | PSU          | Ingénieur des travaux publics Ancien directeur des services techniques de Belfort |
| mars 1971      | décembre 1974              | Jean-Marie Bailly       | UDR          | Énarque, administrateur civil PDG des Houillères du Centre et du Midi Secrétaire d'État au Commerce (1969 → 1972) Député du Territoire de Belfort (2e circ) (1962 → 1969) Sénateur du Territoire de Belfort (sept.-nov. 1971) Conseiller général de Belfort-Est (1967 → 1979) Président du conseil général du Territoire de Belfort (1970 → 1976) Démisssionnaire |
| décembre 1974  | mars 1977                  | Pierre Bonnef           | UDR puis RPR | Directeur financier de la Société générale de forgeage et de décolletage Vice-président du conseil régional de Franche-Comté Vice-président du district urbain de Belfort |
| mars 1977      | mars 1983                  | Émile Géhant,           | PS           | Avocat, résistant, déporté Conseiller général de Belfort-Nord (1967 → 1979) Président du conseil général (1967 → 1970 et 1976 → 1977) Président du district de l’agglomération belfortaine (1983 → 1995) |
| mars 1983      | juin 1997                  | Jean-Pierre Chevènement | PS puis MDC  | Ministre Député du Territoire de Belfort (2e circ.) (1973 → 1981, 1991 → 1997 et 2000 → 2002) Député du Territoire de Belfort (1986 → 1988) Président de la Communauté de l'Agglomération Belfortaine (1977 → 2008) Démissionnaire après sa nomination comme ministre de l'Intérieur                                                                              |
| juin 1997      | mars 2001                  | Jackie Drouet,          | MDC          | Ancien cadre de Bull, syndicaliste Conseiller régional de Franche-Comté (1976 → 1986 et 1992 → 1998) Maire de Fontaine (1977 → 1989) |
| mars 2001      | juin 2007                  | Jean-Pierre Chevènement | MRC          | Ancien ministre Député du Territoire de Belfort (2e circ.) (1973 → 1981, 1991 → 1997 et 2000 → 2002) Député du Territoire de Belfort (1986 → 1988) Président de la Communauté de l'Agglomération Belfortaine (1977 → 2008) Démissionnaire |
| juin 2007      | avril 2014                 | Étienne Butzbach        | MRC puis PS  | Médecin, enseignant à l'IEE à l'Université Paris VIII Conseiller régional de Franche-Comté (2010 → 2013) Vice-président du conseil régional de Franche-Comté (2010 → 2013) Président de la Communauté de l'Agglomération Belfortaine (2008 → 2014) |
| avril 2014     | En cours (au 27 mars 2025) | Damien Meslot           | UMP-LR       | Député du Territoire de Belfort (1re circ.) (2002 → 2017) Président de la communauté de l'Agglomération Belfortaine (2014 → 2016) Président de la CA du Grand Belfort (2017 → ) Président du Pôle métropolitain Nord Franche-Comté (2020 → 2022) Chevalier de la Légion d'honneur Réélu pour le mandat 2020-2026                                                  |